# Казино Лак-Лими

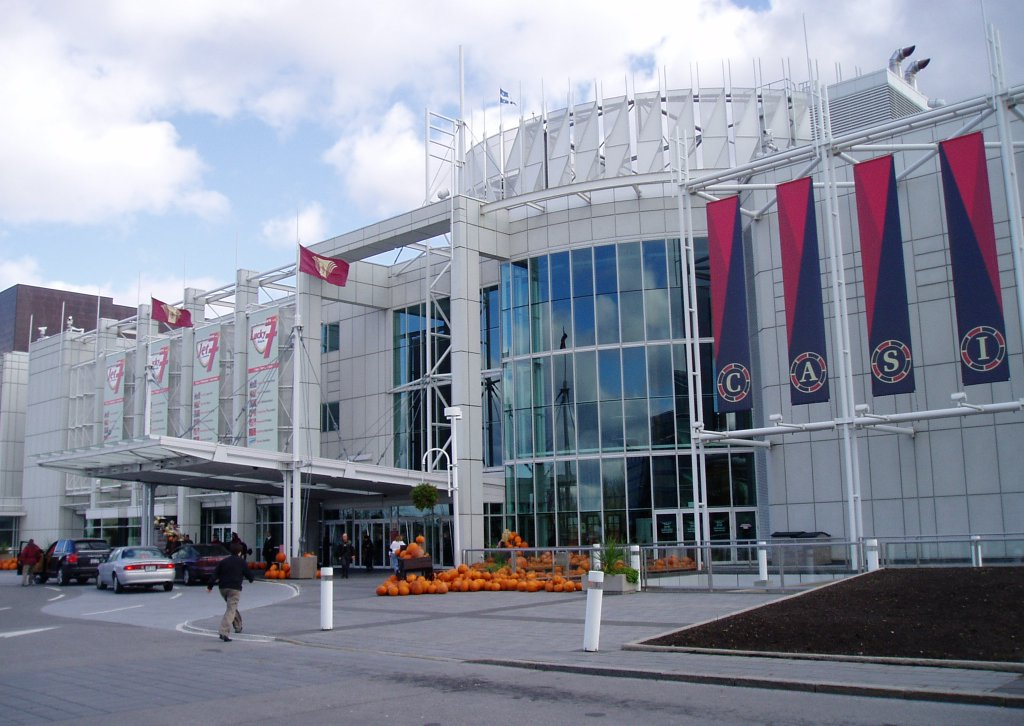
Казино на озере Лими

Казино Лак-Лими, или Казино на озере Лими, фр. Casino du Lac-Leamy — популярный центр развлечений в квебекском городе Гатино, соседствующем со столицей Канады г. Оттава. Это одно из 4-х казино Общества казино Квебека, филиал компании Loto-Québec.

## История
Открыто 24 марта 1996 г. под названием Казино Халла. В 2001 г. к комплексу добавились отель «Хилтон», театр и конгресс-центр.
Казино названо в честь расположенного рядом озера Лими, которое, в свою очередь, получило название в честь Эндрю Лими — одного из первых крупных предпринимателей региона Оттава-Гатино.

## Описание
В казино имеются 69 игровых столов, 1 889 игровых автоматов и салон для игры в кено. Также в состав комплекса казино входят:
- три ресторана и два бара;
- 5-звёздный отель «Хилтон» из 350 номеров, открытый в 2001 г.
- театр и варьете на 1000 мест;
- конгресс-центр на 1800 мест.

По состоянию на 31 марта 2006 г. годовой оборот казино составил 210 млн канадских долларов. С 1 апреля 2005 г. по 31 марта 2006 г. казино приняло около 3,4 млн посетителей.